# Islas Kuriat
Islas Kuriat (en árabe: أرخبيل قورية) es el nombre de un archipiélago que consta de dos pequeñas islas al este de la costa del país africano de Túnez en el golfo de Monastir.
La más grande, de 3,5 kilómetros de largo y dos kilómetros de ancho, cubre cerca de 270 hectáreas. Separada de esta última por dos kilómetros, la más pequeña cubre cerca de un centenar de hectáreas que en gran parte se compone de tierras bajas y planicies de marea. El sustrato se compone de piedra arenisca y rocas de carbonato cubiertas de arena depositada por el mar. Ambas son planas y bajas (con un máximo de 5 metros sobre el nivel del mar). Se localizan en las coordenadas geográficas 35°48′01″N 11°02′02″E / 35.80028, 11.03389